# Parque Arqueológico do Vale do Côa
Der Parque Arqueológico do Vale do Côa ist einer der wichtigsten archäologischen Parks Portugals. Seine Einweihung fand 1996 statt, Gründungsdirektor war der international bekannte Paläoanthropologe João Zilhão. Der Park befindet sich im Distrikt Guarda im Nordosten. Die nächstgelegene Stadt Vila Nova de Foz Côa hat etwa 3300 Einwohner.

## Lage und Bedeutung
An den Uferhängen des Flusses Côa wurden Ende der 1980er Jahre mehrere tausend Petroglyphen entdeckt, deren Alter auf teilweise über 25.000 Jahre geschätzt wird. Die in den Schiefergestein geritzten bildlichen und grafischen Darstellungen zeigen Auerochsen, Pferde, Hirsche, Steinböcke, aber auch Ziegen und Fische, auf einer Länge von über 17 Kilometern. Es ist eine Galerie unter freiem Himmel mit Darstellungen aus dem Paläolithikum, wie man sie bislang nur in geschützten Grotten und Höhlen vorgefunden hatte. Der Schwerpunkt der Darstellungen stammt aus der Zeit des Solutréen, wofür in erster Linie stilistische Vergleiche mit Felsbildern aus Südwestfrankreich und Kantabrien sprechen.
Anfang der 1990er Jahre war das Vale do Côa von einer Überflutung durch ein Staudammprojekt gefährdet, massive Proteste von Wissenschaftlern und der Öffentlichkeit konnten das verhindern. Seit 1998 ist das Tal als Weltkulturerbe durch die UNESCO anerkannt. 2010 wurde der Welterbetitel um das benachbarte Siega Verde in Spanien erweitert.
Durch die Jahrtausende nutzten Menschen die Felswände als Zeichenfläche und so entstand eine ausgedehnte Kunstgalerie, in der auch Werke aus der Jungsteinzeit, der Eisenzeit sowie einige neuzeitliche Darstellungen zu finden sind. Dass sich die Kunstwerke an der Oberfläche so gut erhalten haben, hängt mit dem ausgesprochen mediterranen Klima des Tals zusammen, welches eine konservierende Wirkung gehabt hat.
Bei einigen Darstellungen kann man die verschiedenen Techniken der einzelnen Zeitalter gut erkennen: Einige Darstellungen von Tieren sind in gepunkteten Linien gezeichnet, die anfangs direkt, später indirekt mit einem anderen Stein als „Malstein“ in den Schiefer gehauen wurden. Dieser „Zeichen-Technik“ folgten die Ritzzeichnungen, die "echte" Linien ergaben. Sogar Bewegungen haben die Steinzeitmenschen durch mehrfaches Zeichnen der betreffenden Körperteile darzustellen versucht: einige Pferde haben mehrere Köpfe und Schweife, die einen bestimmten Bewegungsablauf nachahmen.

## Liste der Welterbestätten
| UNESCO-ID | Name                                 | Lage  | Fläche in ha | Beschreibung | Bild                        |
| --------- | ------------------------------------ | ----- | ------------ | --- | --------------------------- |
| 866-001   | Broeira                              | Karte | 4,57         | Fundort mit 15 Felszeichnungen, die sich entlang eines langen Hanges am rechten Côa-Ufer verteilen. Um die Mündung eines kleinen Baches herum konzentrieren sich einige prähistorische Pferdedarstellungen. |                             |
| 866-002   | Canada do Inferno / Rego da vide     | Karte | 10,09        | Canada do Inferno enthält die größten Felskunsttafeln des Côa-Tales. Die Felszeichnungen zeigen tierförmige und ein paar seltene geometrische und abstrakte Motive, die vom Gravettien über das Solutréen bis ins Magdalénien datieren.                                                                                           |                             |
| 866-003   | Faia                                 | Karte | 5,94         | Im Gegensatz zu den anderen Fundorten überwiegen hier gemalte Motive. Einziges Beispiel im Côa-Tal eines sowohl eingravierten als auch gemalten Auerochsen. |                             |
| 866-004   | Faia – Vale Afonsinho                | Karte | 3,03         | |                             |
| 866-005   | Fonte Frieira                        | Karte | 1,57         | |                             |
| 866-006   | Meijapão                             | Karte | 2,07         | Kleines Tal am rechten Ufer des Côa, mit drei prähistorischen Felszeichnungen. Auf zwei der Tafeln wurden während der Eisenzeit geometrische Motive, Reiter, Waffen und Tiere hinzugefügt. |                             |
| 866-007   | Penascosa                            | Karte | 22,32        | An einem steilen Hang über dem rechten Ufer des Coa liegen verstreut 36 identifizierte Aufschlüsse mit Felszeichnungen, von denen die meisten ins Jungpaläolithikum datieren. Einige der größten Tafeln des Parks, wie etwa Rock 5 und Rock 10, befinden sich hier.                                                               | Pferdefigur mit zwei Ziegen |
| 866-008   | Quinta da Barca                      | Karte | 20,48        | Rock 1 („Spaghettifelsen“) enthält die höchste Konzentration übereinanderliegender Motive, Rock 3 zeigt einen männlichen Steinbock mit zwei Köpfen |                             |
| 866-009   | Quinta da Ervamoira                  | Karte | 9,53         | Flussterrasse am linken Ufer des Côa, nördlich davon befindet sich eine kleine Felsengruppe mit Spuren von Felszeichnungen |                             |
| 866-010   | Quinta do Fariseu                    | Karte | 10,09        | 16 jungpaläolithische Felszeichnungen mit Pferde-, Steinbock- und Auerochsmotiven |                             |
| 866-011   | Ribeira de Piscos / Quinta dos Poios | Karte | 12,40        | Enthält einige der schönsten Zeichnungen des Tales. Insgesamt 42 identifizierte Paneele verteilen sich entlang der letzten zwei Kilometer des Piscos und rund um die Mündung in den Côa, die meisten davon datieren ins späte Jungpaläolithikum. Die Felsen zeigen menschliche Motive als auch Pferde, Steinböcke und Auerochsen. |                             |
| 866-012   | Ribeirinha                           | Karte | 6,11         | Granitüberhang mit spätprähistorischen Schemazeichnungen, viele rotfarbige, meist menschenähnliche Figuren |                             |
| 866-013   | Salto do Boi                         | Karte | 5,16         | |                             |
| 866-014   | Vale de Figueira / Teixugo           | Karte | 8,73         | sieben Felstafeln mit gepickten Auerochsen, gestreiften Hirschen und linienförmige Gravuren („Fingernägel des Teufels“) |                             |
| 866-015   | Vale de Moinhos                      | Karte | 4,57         | Neben Darstellungen aus der Eisenzeit enthält der Fundort Felszeichnungen mit Pferden, Fischen und einem Hirsch. |                             |
| 866-016   | Vale de Namoradas                    | Karte | 3,70         | |                             |

## Film
- Côa, Tal der 1.000 Gemälde. Dokumentarfilm, Frankreich, Niederlande, Portugal, 2006, 52 Min., Regie: Jean-Luc Bouvret, Produktion: arte, Inhaltsangabe von arte